# Bad Santa 2
Bad Santa 2 is een Amerikaanse zwarte komedie annex kerstfilm uit 2016 van Mark Waters, met hoofdrollen voor onder anderen Billy Bob Thornton en Tony Cox, die beiden ook te zien waren in de voorganger Bad Santa uit 2003. In het vervolg zijn verder te zien Kathy Bates, als de grofgebekte moeder van Thorntons personage, en Christina Hendricks.

## Verhaal
Willie Soke en zijn kompanen Marcus en Thurman Merman hebben het voorzien op de liefdadigheidsinstelling van Diane. Ze hebben een plan gesmeed om haar geld te stelen, maar alles loopt in het honderd wanneer Willie’s moeder, Sunny Soke, onverwacht langskomt.

## Rolverdeling
| Acteur              | Personage                    | Opmerkingen        |
| ------------------- | ---------------------------- | ------------------ |
| Billy Bob Thornton  | Willie Tugboat Soke          |                    |
| Tony Cox            | Marcus "The Prince" Skidmore | Willies handlanger |
| Kathy Bates         | Sunny Soke                   | Willies moeder     |
| Christina Hendricks | Diana Hastings               |                    |
| Brett Kelly         | Thurman Merman               |                    |
| Ryan Hansen         | Regent                       |                    |